# Medal „Za ratowanie tonących”
Medal „Za ratowanie tonących” (ros. Медаль «За спасение утопающих») – radzieckie i rosyjskie odznaczenie cywilne.
Medal „Za ratowanie tonących” został ustanowiony dekretem Prezydium Rady Najwyższej ZSRR z 16 lutego 1957 roku. Regulamin zmieniono w 1980 roku. Po rozpadzie ZSRR w 1991, medal został powtórnie ustanowiony jako odznaczenie rosyjskie.

## Zasady nadawania
Medalem „Za ratowanie tonących” nagradzano ratowników oraz innych obywateli ZSRR, a także cudzoziemców za śmiałość, odwagę i ofiarność wykazane przy ratowaniu ludzi na wodzie, za wysoką czujność i bystrość, w rezultacie czego uniknięto nieszczęśliwych wypadków z ludźmi na wodzie, a także za wzorową organizację służby ratowniczej na wodzie.
Medal można było nadawać wielokrotnie, chociaż były to rzadkie przypadki (najwięcej nadano czterokrotnie – jednej osobie i trzykrotnie – dwóm osobom). W sumie, Medalem nagrodzono około 24 000 osób (za czasów ZSRR).

## Opis odznaki
Odznakę medalu stanowi wykonany z metalu krążek o średnicy 32 mm, na którego awersie znajduje się wyobrażenie ratownika holującego tonącego w wodzie. Na obwodzie na górze umieszczono napis: ЗА СПАСЕНИЕ, na dole: УТОПАЮЩИХ (pol. „Za ratowanie – tonących”). Na rewersie jest na górze sierp i młot (godło ZSRR), pod nim w centrum gałązka laurowa, a na dole napis: CCCP (pol.: „ZSRR”). Po rozpadzie ZSRR, medal ma na rewersie napis: РОССИЯ („Rosja”), przy pozostawieniu sierpa i młota i gałązki laurowej.
Medal zawieszany jest na metalowej pięciokątnej baretce obciągniętej wstążką koloru niebieskiego szerokości 24 mm z trzema wąskimi białymi paskami przy brzegach i jednym pośrodku.
Medal noszony był na lewej piersi, w kolejności po Medalu „Za odwagę w pożarze”.